# 鄭璠 (成化進士)
鄭璠（1445年—？），字德美，福建福州府闽县人，明朝政治人物、進士出身。

## 生平
成化十年，福建甲午乡试中第六十六名舉人。成化十四年（1478年），登戊戌科會試12名，三甲218名進士。

## 家族
曾祖父鄭彥長。祖父鄭閭，曾任進士教授。父亲鄭湍。母张氏，继母郭氏。永感下。兄鄭璹、鄭璲（教谕）。